# Spinefarm Records
Spinefarm Records é uma gravadora sediada em Helsinque, na Finlândia. Ela é uma subsidiária da Universal Music, mas opera como parte independente. Sua especialização é o heavy metal e fazem parte de seu catálogo bandas como Sonata Arctica, Children of Bodom e Nightwish.
Em 1999, Sami Tenetz, da banda Thy Serpent, fundou um subselo da Spinefarm de nome Spikefarm.